# Nagrelha
Gelson Caio Manuel Mendes, mais conhecido por Nagrelha, foi um artista angolano que alcançou sucesso em Angola cantando no gênero musical Kuduro.
Nagrelha foi co-fundador do grupo de Kuduro "Os Lambas" que, junto com Bruno King, Amizade e Andeloy, alcançou a fama no início dos anos 2000.